# Ortodoxia (libro)

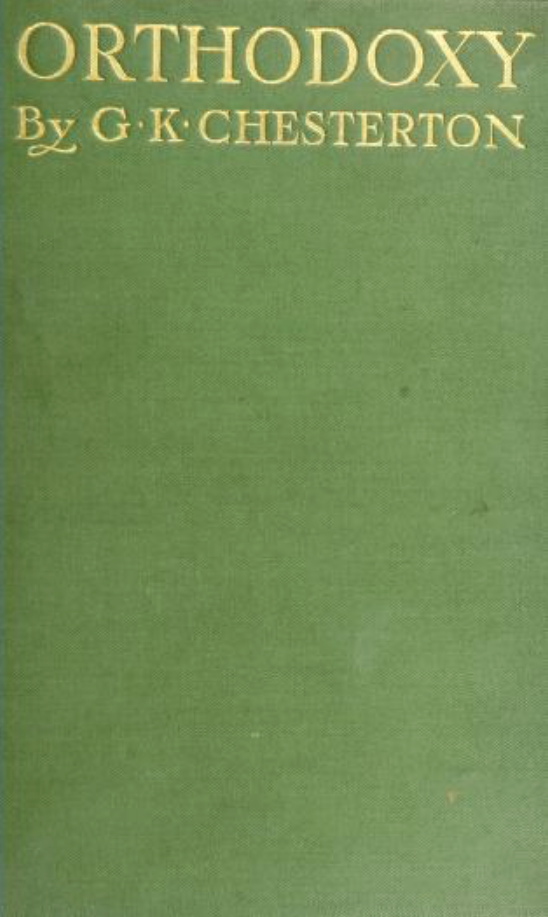
Portada de la segunda edición del libro Ortodoxia de G. K. Chesterton

Ortodoxia es un ensayo de G. K. Chesterton, publicado en 1908, que se ha convertido en un clásico sobre apologética cristiana. En él presenta una visión original de la religión cristiana, que Chesterton ve como una respuesta a las necesidades naturales de los seres humanos, la «respuesta a un acertijo», y no como una verdad arbitraria recibida de alguna parte extraña a la experiencia humana.
Chesterton consideraba este libro como un compañero de su libro Herejes.  En el prefacio, el autor explica que el propósito del libro que es «intentar una explicación, no sobre si la fe cristiana puede ser creída, sino cómo fue que él llegó a creer en ella».

## Capítulos
1. Introducción: En defensa de lo demás
2. El maniático
3. El suicidio del pensamiento
4. La ética del país de los elfos
5. La bandera del mundo
6. Las paradojas del cristianismo
7. La Revolución eterna
8. La novela de la ortodoxia
9. La autoridad y el aventurero